# (3046) Molière
(3046) Molière est un astéroïde de la ceinture principale.
Il a été ainsi baptisé en hommage à Molière (1622-1673), auteur et acteur français.